# Грзнар, Альбин
Альбин Грзнар (словац. Albín Grznár; 25 марта 1909, Вельке Угерце — 4 сентября 1944, дорога Партизанске-Бродзаны) — словацкий партизан Второй мировой войны.

## Биография
Родился 25 марта 1909 года в Вельке Угерце (ныне район Партизанске, Тренчинский край, Словакия). Родители: Ян Грзнар и Мария Грзнарова (в девичестве Кушнерова). Учился и работал обувщиком, с 1937 года член Коммунистической партии Чехословакии. В 1938-1939 годах работал в Банске-Бистрице, позднее в Нитре и Батёванах. В молодости активно участвовал в забастовках и демонстрациях. В 1931 году во время службы в армии осуждён на 6 недель ареста за участие в демонстрациях безработных. Вынужден был перейти на нелегальное положение позднее.
Во время Второй мировой войны руководил созданием боевых групп и движением Сопротивления в Горной-Нитре. После начала Словацкого национального восстания назначен комиссаром в партизанском отряде «Павел». Участвовал в боях против немецких солдат в Топольчанах, Партизанском и Бродзанах. 4 сентября 1944 года был тяжело ранен и от последствий ранений скончался.
Посмертно награждён Чехословацким военным крестом 1939 года, Орденом Словацкого национального восстания 1 степени и Орденом Красной Звезды ЧССР (1964 год). В Партизанске установлен памятник Грзнару, в Вельке-Угерце на родном доме установлена мемориальная табличка, а во многих городах его имя носят улицы.